# Lil Masti
Lil Masti, dawniej SexMasterka, właśc. Aniela Katarzyna Woźniakowska z domu Bogusz (ur. 3 kwietnia 1990 w Warszawie) – polska youtuberka, piosenkarka, influencerka oraz freak fighterka.

## Życiorys
Urodziła się 3 kwietnia 1990 roku w Warszawie. Rozpoczęła studia zootechniczne w Szkole Głównej Gospodarstwa Wiejskiego, które z czasem porzuciła.
Swoją działalność w internecie zaczynała od youtube'owego kanału FitDevAngel, gdzie wraz ze swoją siostrą, Adą, zamieszczały filmy o tematyce fitnessu, zdrowego trybu życia oraz kulturystyki. Charakteryzowało je uprawianie fitnessu. W 2015 roku zaczęła występować w sieci pod pseudonimem SexMasterka na nowym kanale, o tym samym tytule, gdzie publikowała materiały dotyczące seksu. Przez swój wulgarny i kontrowersyjny styl tworzenia filmów szybko stała się rozpoznawalna, ale też zetknęła się z poważną krytyką i hejtem. Zarzucano jej przede wszystkim, że spłyca temat edukacji seksualnej oraz utrwala stereotypy płciowe. Występowała także w telewizji, między innymi w programie „Ugotowani”.
W 2016 roku wraz z siostrą Adą zaczęła prowadzić kanał na YouTube z treściami rozrywkowymi o nazwie The Sisters.
W 2017 roku nagrała swój pierwszy utwór muzyczny „Poka Sowę”, który zdobył trzy miliony wyświetleń w 3 dni, ale też wywołał kolejne negatywne reakcje ze strony internautów, często równoznaczne z hejtem. Inaczej było w przypadku opublikowanego roku później utworu „Rak”, który mimo dużej ilości wyświetleń zetknął się z dużo bardziej pozytywnym odbiorem.
W 2019 roku Aniela nagrała ostatni film w roli SexMasterki, w którym to pożegnała się z fanami i usunęła wszystkie swoje zdjęcia oraz filmy z mediów społecznościowych. Odeszła także od internetowej działalności z siostrą. W tym samym roku powróciła do działalności w internecie, jednak zaczęła tworzyć nowy typ treści, a sama odmieniła swój wizerunek i przyjęła pseudonim Lil Masti. W marcu wydała swój nowy utwór zatytułowany symbolicznie „Fenix”.
W tym samym roku związała się z federacją typu freak fight, Fame MMA. Pierwszą jej przeciwniczką była Marta Linkiewicz, z którą to walczyła o pas mistrzowski kobiet w kategorii Open/otwartej (bez limitu wagowego). Walka zakończyła się zwycięstwem Lil Masti poprzez ciosy pięściami w pierwszej rundzie. W listopadzie tego samego roku wydała swój pierwszy album pt. Illuminati, natomiast w 2020 roku podjęła współpracę z TTV i pojawiła się jako trener w „Kanapowcach”. Album zajął dwudzieste miejsce na OLiS.
Na początku lutego 2021 roku federacja Fame MMA ogłosiła, iż Lil Masti została pozbawiona mistrzowskiego pasa przez jej roczny brak aktywności. W marcu tego samego roku Lil Masti ogłosiła, że dołącza do nowej federacji High League. W maju 2021 roku Aniela poinformowała swoich fanów, że zawalczy w sportowej federacji, Fight Exclusive Night z chęci pomocy małej Lilianie, którą wspiera od dłuższego czasu zbierając środki na kosztowne leczenie. Organizacja FEN wspomogła ją w tym działaniu. W tym samym czasie wydała swojego pierwszego e-booka, który nosi tytuł „Silna kobieta”, w którym to odsłania swoje prywatne życie i opowiada o lekcjach, jakie wyniosła z doświadczeń trudnego dzieciństwa.
W sierpniu 2021 roku swój kolejny pojedynek miała z bokserką, Ewą Brodnicką w formule MMA na pierwszej gali High League, w który to odniosła swój trzeci sukces. W czerwcu 2022 roku podjęła się walki z Kamilą „Zusje” Smogulecką w formule boksu birmańskiego. Walka zakończyła się przez jednogłośną decyzję sędziów na korzyść Lil Masti. W lipcu 2022 roku poinformowano o rewanżu Anieli z Martą Linkiewicz na najbliższej gali Fame MMA. Pomiędzy Anielą a włodarzami federacji Fame MMA doszło do ponownego nawiązania współpracy. W sierpniu Aniela odniosła swoje 5 zwycięstwo przez jednogłośną decyzję sędziów, przy czym obroniła swój pas mistrzowski w kategorii Open/otwartej (bez limitu wagowego), odebrała pas mistrzowski Marcie Linkiewicz w kategorii koguciej (do 61,2 kg / 135 lb) oraz zdobyła pas Królowej Freak Fights także w kategorii Open.
17 listopada 2022 roku ogłosiła koniec swojej kariery we freak fightach. Jednym z powodów była chęć założenia rodziny.
18 lipca 2025 roku założyła fundacje „Dzieci są z nami”, mająca wspierać rodziców uprawiających sharenting.

## Życie prywatne
Od 2014 pozostaje w związku z przedsiębiorcą Tomaszem Woźniakowskim. 26 października 2017 para zaręczyła się. 24 sierpnia 2023 na świat przyszła ich córka Aria. 26 października 2023 para wzięła ślub.

## Dyskografia

### Albumy studyjne
| Rok  | Dane dot. albumu                                                                                        | Najwyższa pozycja na liście |
| Rok  | Dane dot. albumu                                                                                        | POL                         |
| ---- | --- | --------------------------- |
| 2019 | Illuminati - Wydany: 29 listopada 2019 - Wytwórnia: My Music - Formaty: CD, digital download, streaming | 20                          |

### Single
| Rok  | Tytuł              | Pseudonim artystyczny | Album      |
| ---- | ------------------ | --------------------- | ---------- |
| 2017 | „Poka sowę”        | SexMasterka           | –          |
| 2017 | „Wyślij nudesa”    | SexMasterka           | –          |
| 2017 | „Głębokie gardło”  | SexMasterka           | –          |
| 2018 | „Rak”              | SexMasterka           | –          |
| 2018 | „Oh Tygrysku”      | SexMasterka           | –          |
| 2018 | „Szach Mat”        | SexMasterka           | –          |
| 2019 | „Fenix”            | Lil Masti             | Illuminati |
| 2019 | „Złota fala”       | Lil Masti             | Illuminati |
| 2019 | „Toxic Love”       | Lil Masti             | Illuminati |
| 2019 | „Fame”             | Lil Masti             | Illuminati |
| 2019 | „Szafa łez”        | Lil Masti             | Illuminati |
| 2019 | „Transfering”      | Lil Masti             | Illuminati |
| 2019 | „Illuminati”       | Lil Masti             | Illuminati |
| 2019 | „Zmiennokształtna” | Lil Masti             | Illuminati |
| 2019 | „Reset”            | Lil Masti             | Illuminati |
| 2020 | „Girls Gang”       | Lil Masti             | –          |
| 2020 | „#Hot16Challenge2” | Lil Masti             | –          |
| 2020 | „Bajka”            | Lil Masti             | –          |
| 2021 | „Uległa”           | Lil Masti             | –          |